# Хомвуд Канјон (Калифорнија)
Хомвуд Канјон (енгл. Homewood Canyon) насељено је место без административног статуса у америчкој савезној држави Калифорнија.

## Демографија
По попису из 2010. године број становника је 44.
| Група             | 2000.    | 2010.      |
| Белци             | 0 (0,0%) | 37 (84,1%) |
| Афроамериканци    | 0 (0,0%) | 0 (0,0%)   |
| Азијати           | 0 (0,0%) | 0 (0,0%)   |
| Хиспаноамериканци | 0 (0,0%) | 6 (13,6%)  |
| Укупно            | 0        | 44         |